# 香港大学駅
香港大学駅（ホンコンだいがくえき）は香港香港島中西区石塘咀にある、香港鉄路（MTR）港島線の駅である。

## 歴史
- 2014年12月28日 - 開業。
- 時期不明 - 南港島線 (西段)（中国語版）が当駅に接続する予定。

## 駅構造

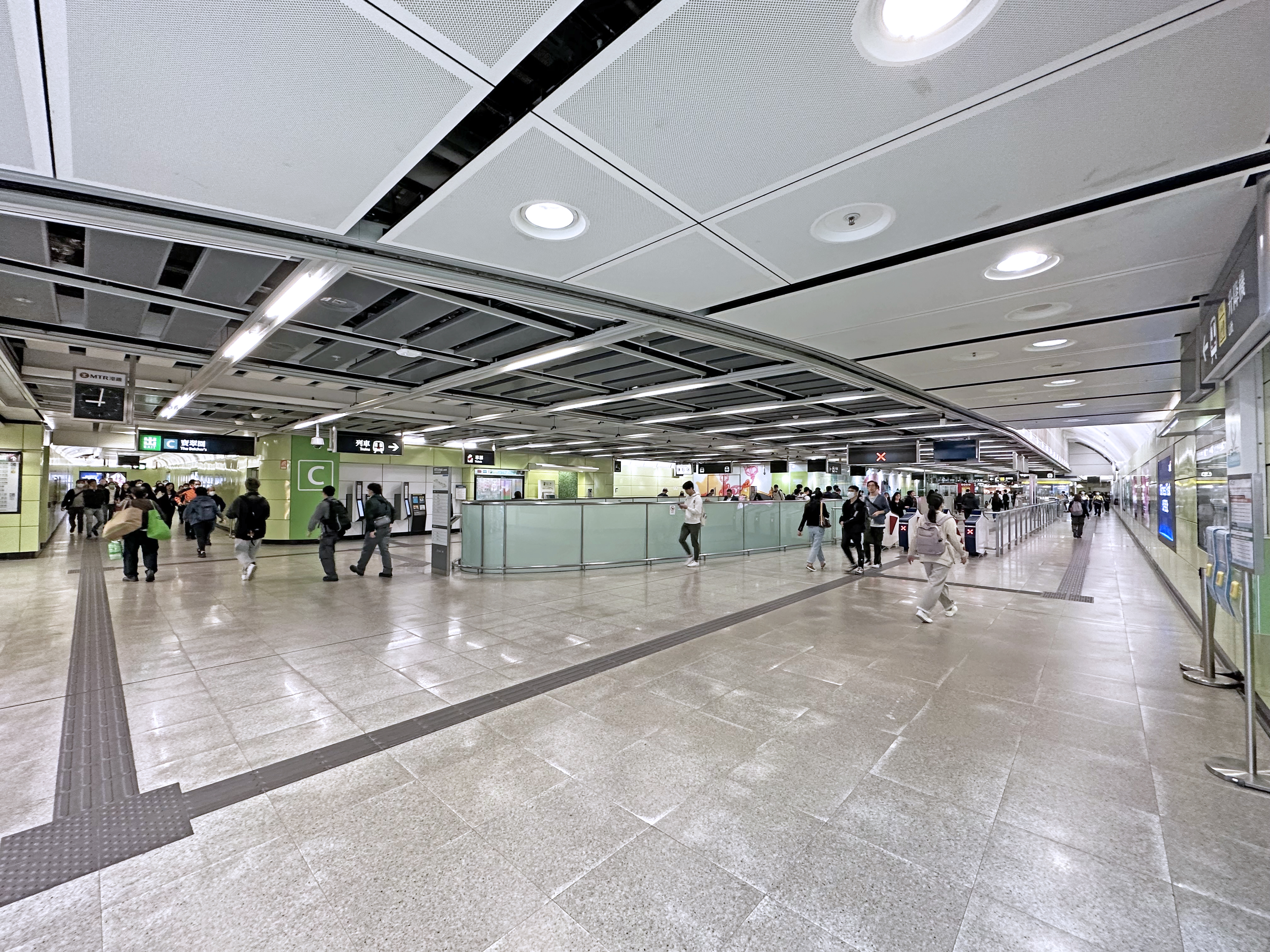
改札階コンコース

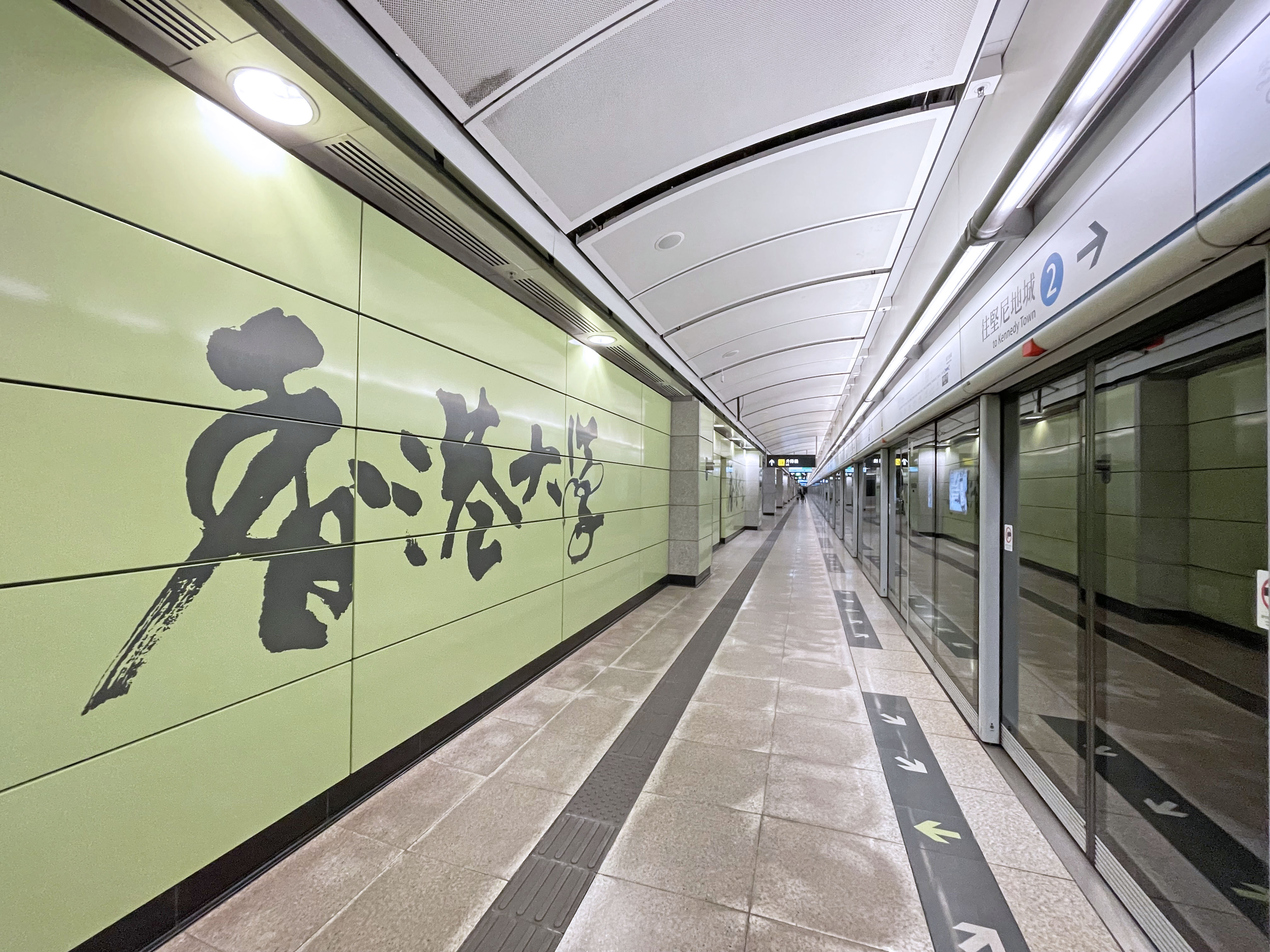
ホーム

日本の西松建設株式会社と地元大手金門建築に建設された地下駅。駅の位置は薄扶林道の地底にあり、ホームは島式2面2線を有する。
駅構内は大学の校舎壁面の色調を生かし、自然に景色になじむようになった。駅の長さは250メートル、幅は22メートル、深さは70メートルに及び、香港鉄路の駅の中で最も深い駅と言われている。6つの出口が設置されたが、うちの３つはエレベーター専用出口が採用され、それぞれ香港大学構内、山道、屈地街と卑路乍街に通っている。

### 駅階層
| G          | -                    | 出口                             |
| BL1        | 職員入口             | 不對外開放（適用於A、C1出口）    |
| REF        | -                    | 防火層                           |
| C          | コンコース           | サービスセンター、駅商店、トイレ |
| P1         |                      |                                  |
| ➊番線      | ■港島線柴湾方面→     |                                  |
| 島式ホーム |                      |                                  |
| ➋番線      | ←■港島線堅尼地城方向 |                                  |
| P2         |                      | 南港島線（西段）予定部分         |

## 駅周辺
- 香港大学
  - 香港大学本部大樓（中国語版、広東語版）
- 薄扶林道（中国語版、広東語版）
- 聖安多尼学校
- 聖保羅書院（中国語版、広東語版）
- 聖士提反堂中学（中国語版、広東語版）
- 屈地街
- 香港萬怡酒店（中国語版）
- 香港JEN酒店
- 均益大廈（中国語版）1期・2期
- 華大盛品酒店（中国語版）
- 石塘咀市政大廈（中国語版）
- 聖類斯中学（中国語版、広東語版）
- 翰林峰（中国語版）
- One Eight One
- 維港峰（中国語版）
- 山道（中国語版、広東語版）
- 香港商業中心（中国語版）
- 香港今旅（中国語版）
- 聖公会聖彼得小学（中国語版、広東語版）
- Eight South Lane（中国語版）
- 利瑪宝宿舍（中国語版、広東語版）
- 宝翠園（中国語版、広東語版）
- 卑路乍街（中国語版、広東語版）
- 卑路乍湾公園（中国語版、広東語版）
- 維台（中国語版、広東語版）
- 堅尼地城遊泳池（中国語版、広東語版）

## 隣の駅
香港鉄路 (MTR)
■港島線
堅尼地城駅 - 香港大学駅 - 西営盤駅